# BAFTA (премия, 1950)
3-я церемония вручения наград премии BAFTA

Лондон, Англия
Лучший фильм: 

Похитители велосипедов 

Ladri di biciclette
Лучший британский фильм: 

Третий человек 

The Third Man
< 2-я Церемонии вручения 4-я >
3-я церемония вручения наград премии BAFTA за заслуги в области кинематографа за 1949 год состоялась в Лондоне в 1950 году.
Награды были вручены в пяти номинациях. Среди фильмов, претендовавших на премию в категории «Лучший фильм», были три киноленты из США («Сокровища Сьерра-Мадре», «Окно» и «Подстава») и по одной из Италии («Похитители велосипедов»), Великобритании («Третий человек») и Польши («Последний этап»). Лучшим британским фильмом был признан «Третий человек» режиссёра Кэрола Рида. Для Рида победа в этой номинации была уже третьей подряд.
Ниже приведён полный список победителей и номинантов премии с указанием имён режиссёров, оригинальных и русскоязычных названий фильмов. Имена режиссёров и названия фильмов, победивших в данной категории, выделены жирным шрифтом и отдельным цветом.
| Категория                                       | Фильм — русскоязычное название | Фильм — оригинальное название    | Режиссёр                         |
| ----------------------------------------------- | ------------------------------ | -------------------------------- | -------------------------------- |
| Лучший фильм                                    | • «Похитители велосипедов»     | Ladri di biciclette              | Витторио Де Сика                 |
| Лучший фильм                                    | • «Окно»                       | The Window                       | Тед Тецлафф                      |
| Лучший фильм                                    | • «Подстава»                   | The Set-Up                       | Роберт Уайз                      |
| Лучший фильм                                    | • «Третий человек»             | The Third Man                    | Кэрол Рид                        |
| Лучший фильм                                    | • «Последний этап»             | Ostatni etap                     | Ванда Якубовская                 |
| Лучший фильм                                    | • «Берлинская баллада»         | Berliner Ballade                 | Роберт А. Штеммле                |
| Лучший фильм                                    | • «Сокровища Сьерра-Мадре»     | The Treasure of the Sierra Madre | Джон Хьюстон                     |
| Лучший британский фильм                         | • «Третий человек»             | The Third Man                    | Кэрол Рид                        |
| Лучший британский фильм                         | • «Пиковая дама»               | The Queen of Spades              | Торолд Дикинсон                  |
| Лучший британский фильм                         | • «Виски в изобилии»           | Whisky Galore!                   | Александр Маккендрик             |
| Лучший британский фильм                         | • «Пропуск в Пимлико»          | Passport to Pimlico              | Генри Корнелиус                  |
| Лучший британский фильм                         | • «Погоня за деньгами»         | A Run for Your Money             | Чарльз Френд                     |
| Лучший британский фильм                         | • «Добрые сердца и короны»     | Kind Hearts and Coronets         | Роберт Хеймер                    |
| Лучший британский фильм                         | • «Маленькая задняя комната»   | The Small Back Room              | Майкл Пауэлл, Эмерик Прессбургер |
| Лучший документальный фильм                     | • «Рассвет в Уди»              | Daybreak in Udi                  | Терри Бишоп                      |
| Лучший документальный фильм                     | • «Наркоман»                   | Drug Addict                      | Роберт Андерсон                  |
| Лучший документальный фильм                     | • «Острова в лагуне»           | Isole nella laguna               | Лучано Эммер                     |
| Лучший документальный фильм                     | • —                            | Circulation                      | —                                |
| Лучший документальный фильм                     | • —                            | The Cornish Engine               | —                                |
| Лучший документальный фильм                     | • —                            | Report on the Refugee Problem    | —                                |
| Лучший документальный фильм                     | • —                            | The Liver Fluke in Great Britain | —                                |
| Специальная награда Special Award               | • «Семья Мартина»              | La Famille Martin                | —                                |
| Специальная награда Special Award               | • —                            | Dots and Loops                   | —                                |
| Специальная награда Special Award               | • —                            | A Fly in the House               | —                                |
| Специальная награда Special Award               | • —                            | Tale About a Soldier             | —                                |
| Специальная награда Special Award               | • —                            | The Legend of St. Ursula         | —                                |
| Специальная награда Special Award               | • —                            | Accidents Don’t Happen, No. 5    | —                                |
| Награда объединённых наций United Nations Award | • «Поиск»                      | The Search                       | Фред Циннеман                    |
| Награда объединённых наций United Nations Award | • «Среди людей»                | The People Between               | Грант МакЛин                     |
| Награда объединённых наций United Nations Award | • «Рассвет в Уди»              | Daybreak in Udi                  | Терри Бишоп                      |
| Награда объединённых наций United Nations Award | • —                            | Sardinia Project                 | —                                |
| Награда объединённых наций United Nations Award | • —                            | Au carrefour de la vie           | —                                |